# V453 Андромеды
V453 Андромеды (лат. V453 Andromedae), HD 220182 — одиночная переменная звезда в созвездии Андромеды на расстоянии приблизительно 69,9 световых лет (около 21,4 парсеков) от Солнца. Видимая звёздная величина звезды — от +7,4m до +7,36m. Возраст звезды определён как около 2,35 млрд лет.

## Характеристики
V453 Андромеды — оранжево-жёлтый карлик, вращающаяся переменная звезда типа BY Дракона (BY) спектрального класса K1V, или G5, или G9V. Масса — около 0,9 солнечной, радиус — около 0,83 солнечного, светимость — около 0,493 солнечных. Эффективная температура — около 5335 К.

## Планетная система
В 2019 году учёными, анализирующими данные проектов HIPPARCOS и Gaia, у звезды обнаружена планета.